# Campionati europei di ciclismo su strada 2014 - Cronometro femminile Junior
La cronometro femminile Junior dei Campionati europei di ciclismo su strada 2014 si è svolta l'11 luglio 2014 in Svizzera, con partenza e arrivo a Nyon, su un circuito di 13,4 km. La medaglia d'oro è stata vinta dall'olandese Aafke Soet con il tempo di 20'17"08 alla media di 39,8 km/h, davanti all'italiana Alice Gasparini e alla francese Greta Richioud.

## Classifica (Top 10)
| Pos. | Corridore          | Squadra     | Tempo    |
| ---- | ------------------ | ----------- | -------- |
| 1    | Aafke Soet         | Paesi Bassi | 20'17"08 |
| 2    | Alice Gasparini    | Italia      | a 5"     |
| 3    | Greta Richioud     | Francia     | a 11"    |
| 4    | Dar'ja Egorova     | Russia      | a 12"    |
| 5    | Pernille Mathiesen | Danimarca   | a 17"    |
| 6    | Sofia Bertizzolo   | Italia      | a 21"    |
| 7    | Michelle Andres    | Svizzera    | a 24"    |
| 8    | Eva Maria Palm     | Belgio      | a 32"    |
| 9    | Weronika Humelt    | Polonia     | a 34"    |
| 10   | Chanella Stougje   | Paesi Bassi | a 35"    |